# Clémentine-Hélène Dufau
Clémentine-Hélène Dufau (Quinsac, 18 augustus 1869 - Parijs, 18 maart 1937) was een Frans schilderes, decoratieve kunstenaar, posterontwerper en illustrator.

## Biografie
Haar vader was een ondernemer van Baskische afkomst die een fortuin verdiende tijdens een reis naar Cuba en trouwde met de dochter van een wijngaardeigenaar toen hij terugkeerde. Die wijngaard, Le Château de Clauzel, is nog steeds in bedrijf.
Als meisje had ze een slechte gezondheid en moest ze vele uren in bed doorbrengen, waarbij ze begon te tekenen. Nadat haar zussen allemaal getrouwd waren, wilde ze kunst studeren. Haar ouders besloten hun belang in de wijngaard te verkopen en verhuisden in 1888 met haar naar Parijs. Ze schreef zich in aan de Académie Julian bij William Bouguereau en Tony Robert-Fleury. In 1895 exposeerde ze op het Salon des Artistes Français en kreeg ze een prijs voor haar schilderij L'Amour de l'Art. Als gevolg daarvan begon ze bestellingen voor reclameposters te ontvangen, te beginnen met een voor het Bal des Increvables in het Casino de Paris, gevolgd door een om de lancering aan te kondigen van La Fronde, een feministisch tijdschrift opgericht door Marguerite Durand in 1897. Het jaar daarop werd ze lid van de Société des Artistes Français en kreeg ze een beurs om in Spanje te studeren.
Tegen 1905 was ze een gevestigde kunstenaar en werkte samen met Edmond Rostand om zijn "Villa Arnaga" in Cambo-les-Bains te decoreren. De plotselinge dood van haar moeder stortte haar in eenzaamheid en ze ontwikkelde wat ze zelf beschreef als een waanzinnige passie voor Edmonds jongste zoon Maurice, die nog een tiener en openlijk homoseksueel was. Deze gekwelde relatie duurde meerdere jaren.
Haar carrière bleef zich uitbreiden. Ze kreeg een opdracht van de overheid voor decoraties bij nieuwe aanwinsten aan de Sorbonne en portretten van tal van persoonlijkheden. In 1911 bouwde ze een villa in Baskenland maar moest deze in 1926 verkopen toen haar financiële situatie begon te verslechteren. Ze richtte een studio op in Antibes, met uitzicht op zee die later werd bezet door andere kunstenaars, met name Nicolas de Staël en de beeldhouwer Abel Chrétien, die beiden daar stierven.
Ze werd een adept van René Guénon en een gepassioneerd bewonderaar van de jonge Krishnamurti. In 1932 schreef ze Les Trois Couleurs de la Lumière, waarin ze haar esoterische visie op kunst uiteenzette. Naast Guénon liet ze zich inspireren door de theorieën van de schoonheidsspecialist Charles Henry en de gnosticus Paul François Gaspard Lacuria (1806-1890), auteur van Les harmonies de l'être exprimées par les nombres. Haar werk maakte ook deel uit van het schilderevenement in de kunstwedstrijd op de Olympische Zomerspelen van 1932.
Ze werd uiteindelijk gedwongen Antibes te verlaten en haar werkplaats te verhuren. Ze keerde terug naar Parijs en exposeerde op het Salon van de Société des femmes artistes modernes. In 1937 stierf ze aan maagkanker en werd begraven op het Cimetière parisien de Thiais, in de sectie voor behoeftigen. Pas sinds de jaren 1990 werd haar werk herontdekt.
Haar werk Character in Spain werd opgenomen in het boek Women Painters of the World uit 1905.

## Werken (selectie)

### Schilderijen

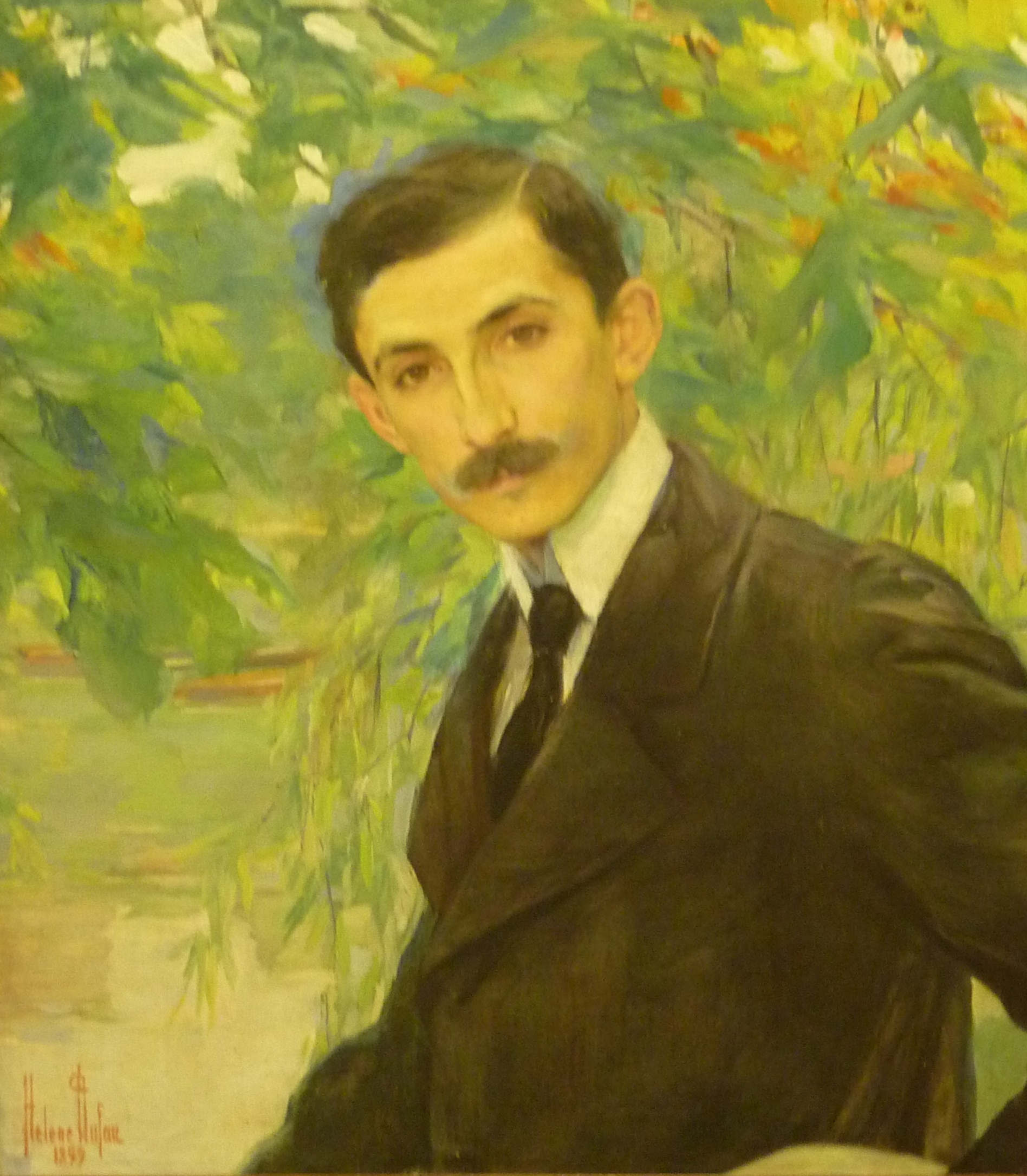
Portrait d'homme (1889), musée des Beaux-Arts de Morlaix.
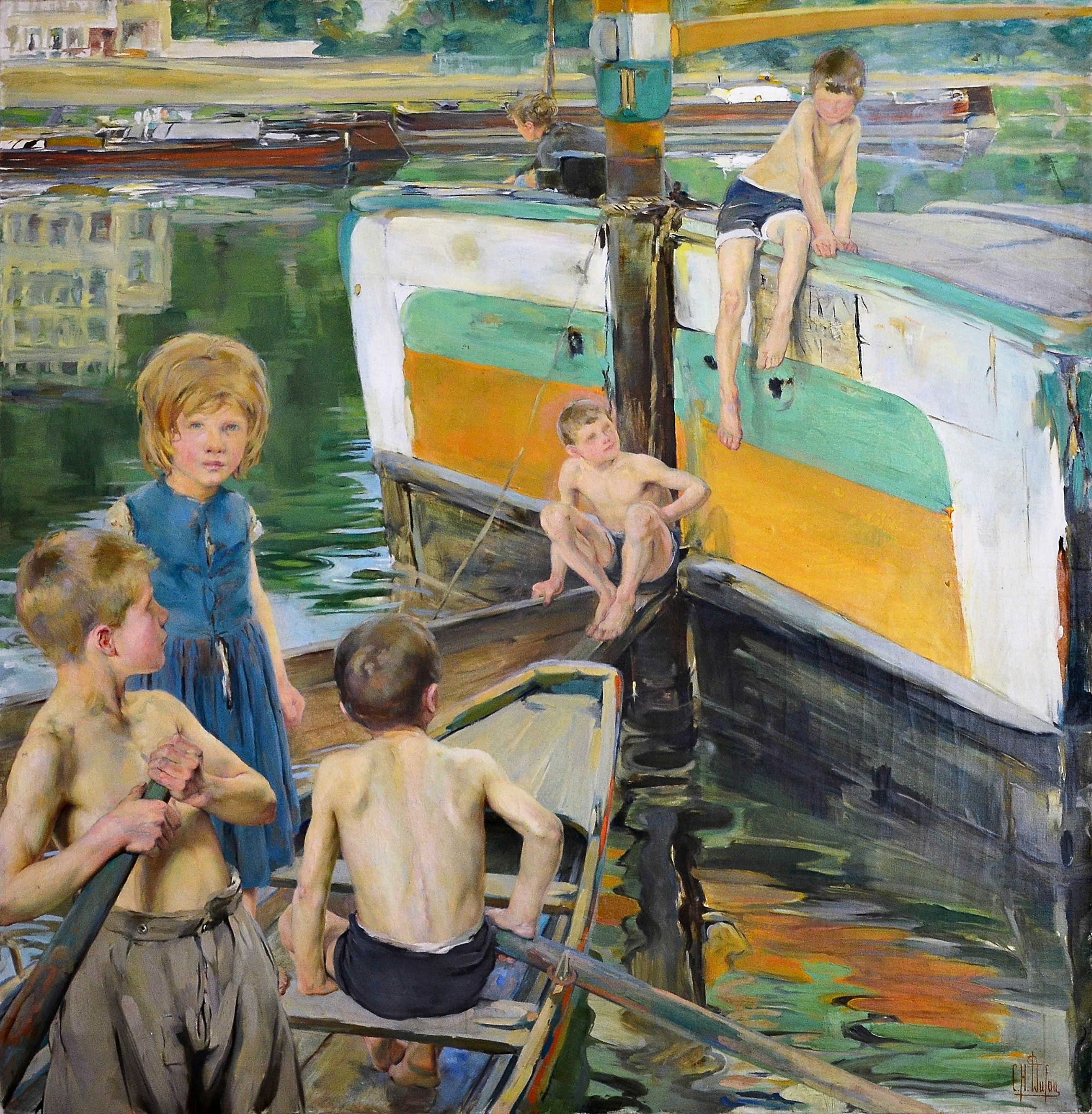
Enfants de mariniers (1898), musée d'Art et d'Histoire de Cognac.
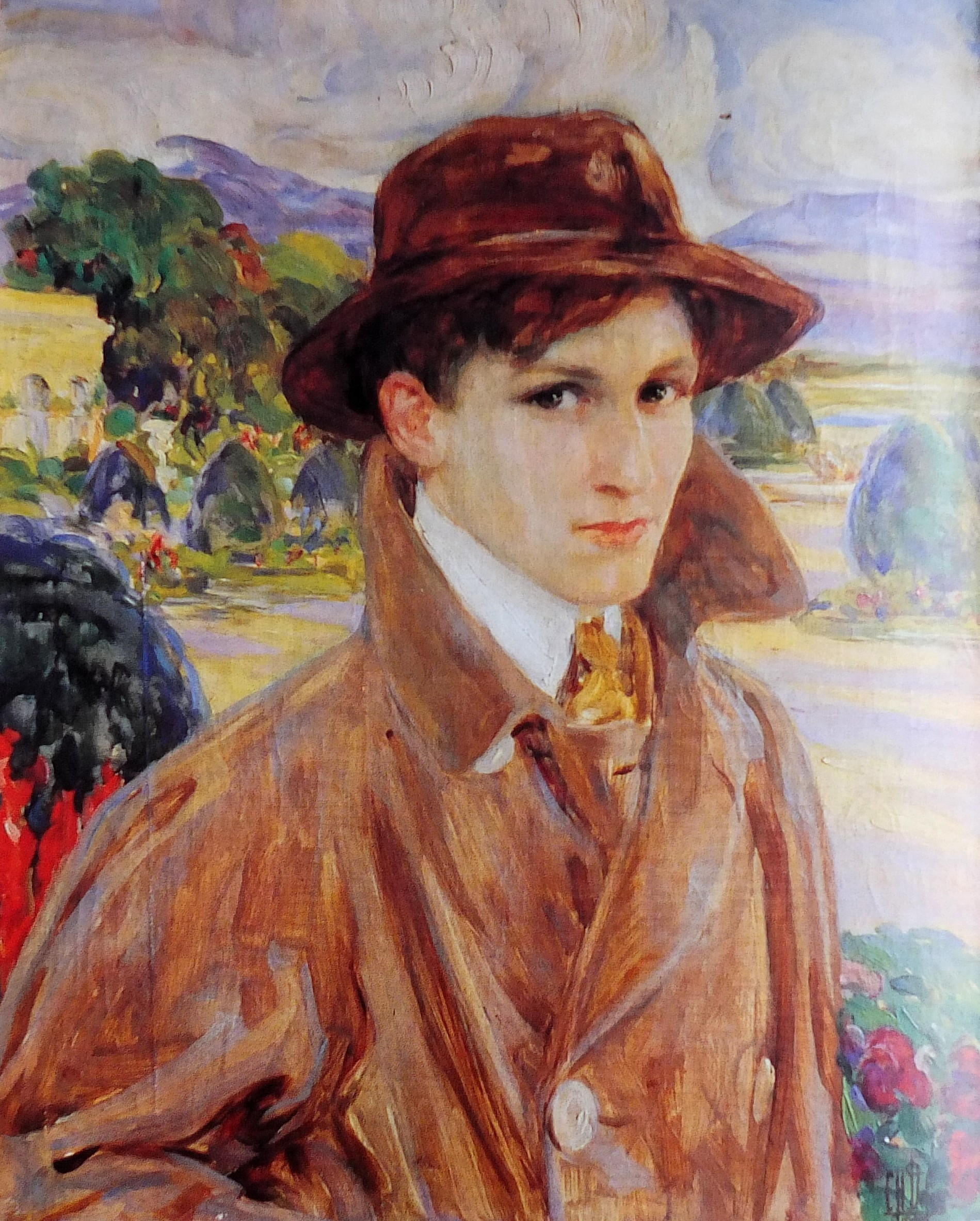
Portret van Maurice Rostand (1909), Cambo-les-Bains, villa Arnaga.
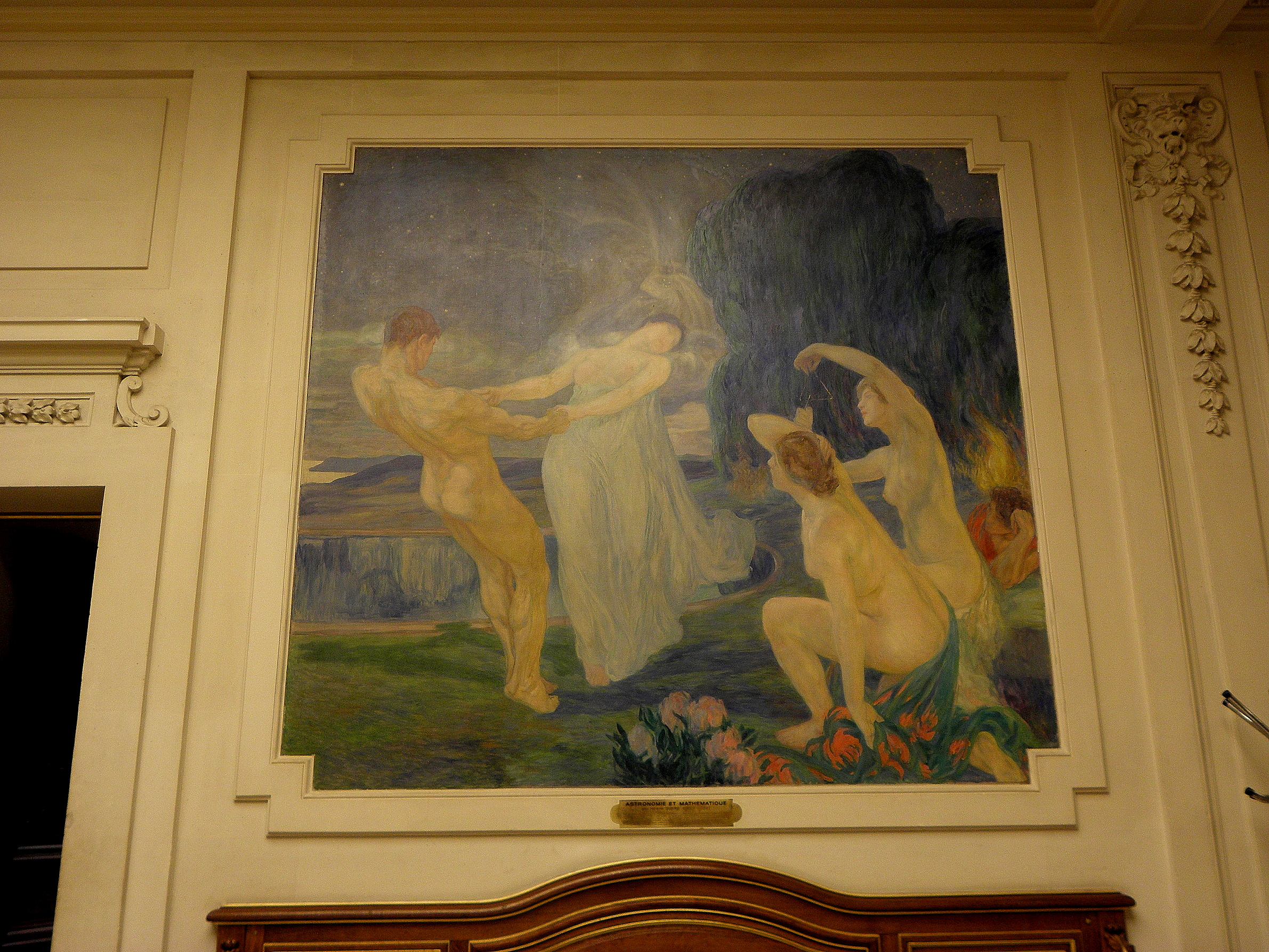
Astronomie et Mathématiques (voor 1910), Pariis, Sorbonne, salle des Autorités.
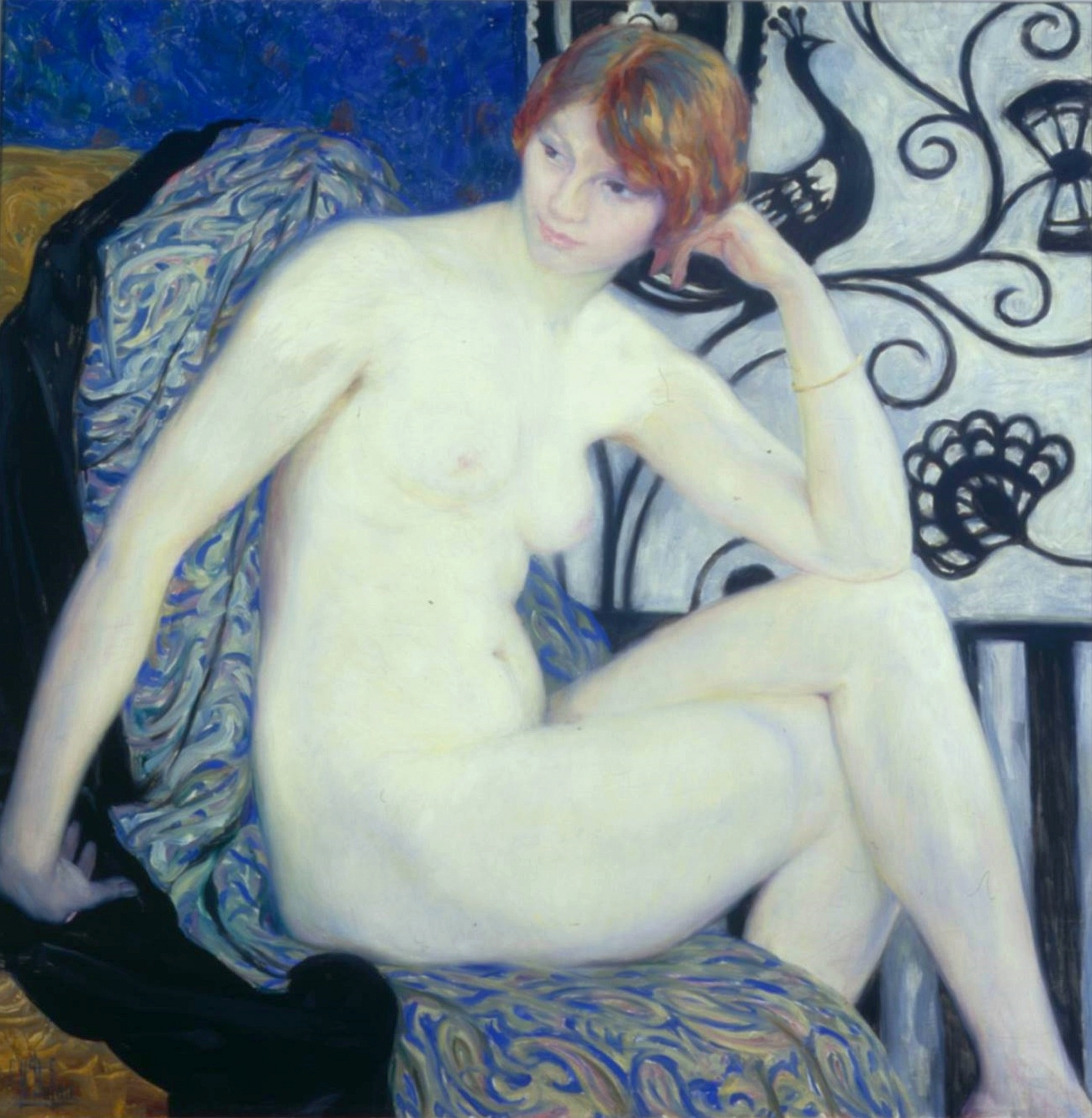
Vision intime (rond 1913), Nationaal museum van Poznań.
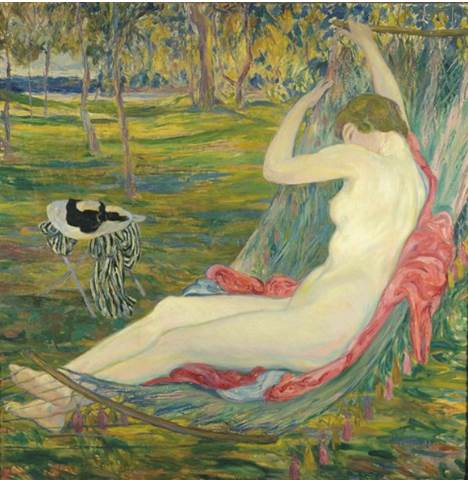
La Balançoire (voor 1921), [Parijs, Petit Palais.
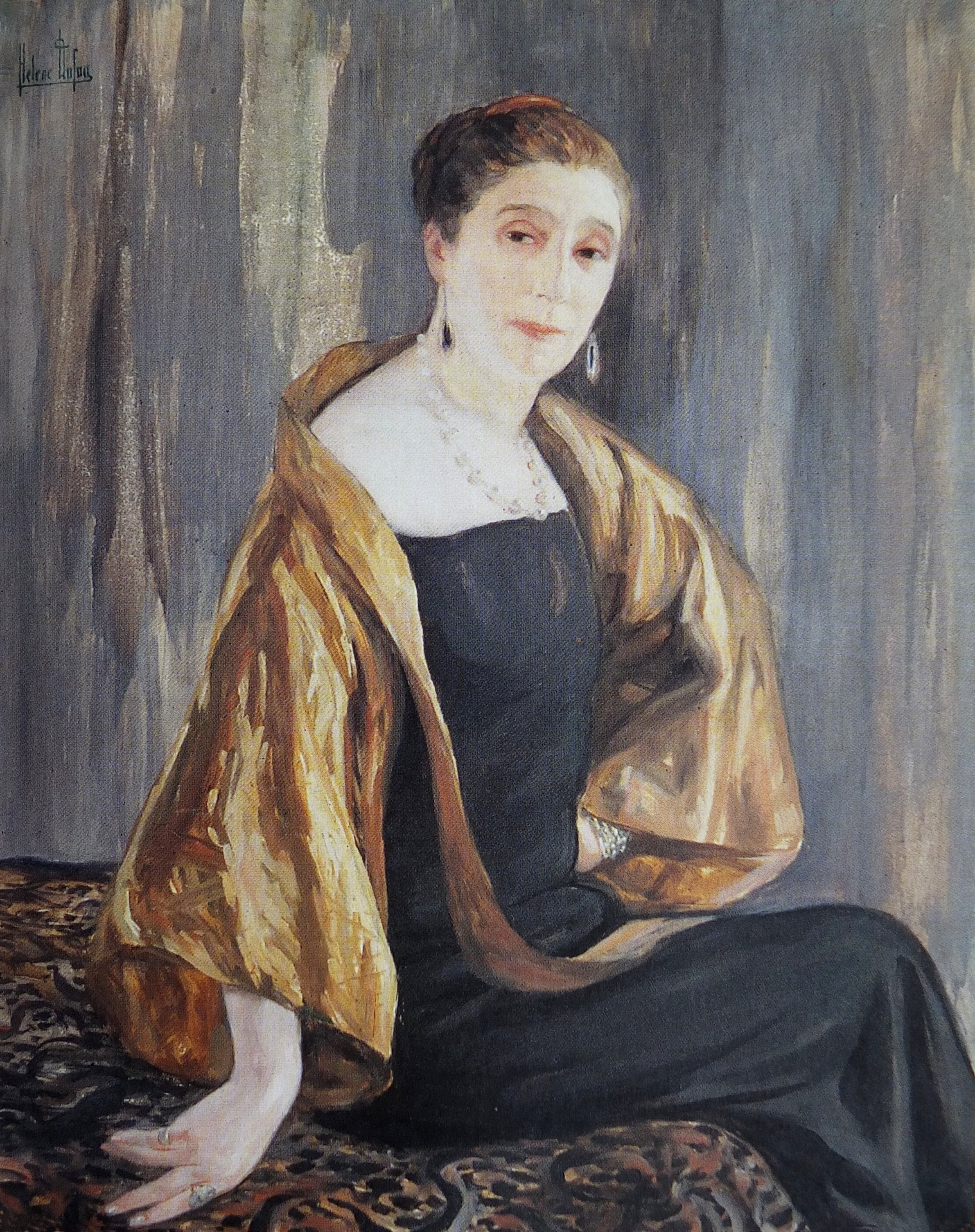
Portrait de Jeanne Lanvin (1925), Musée des Arts Décoratifs (Parijs).
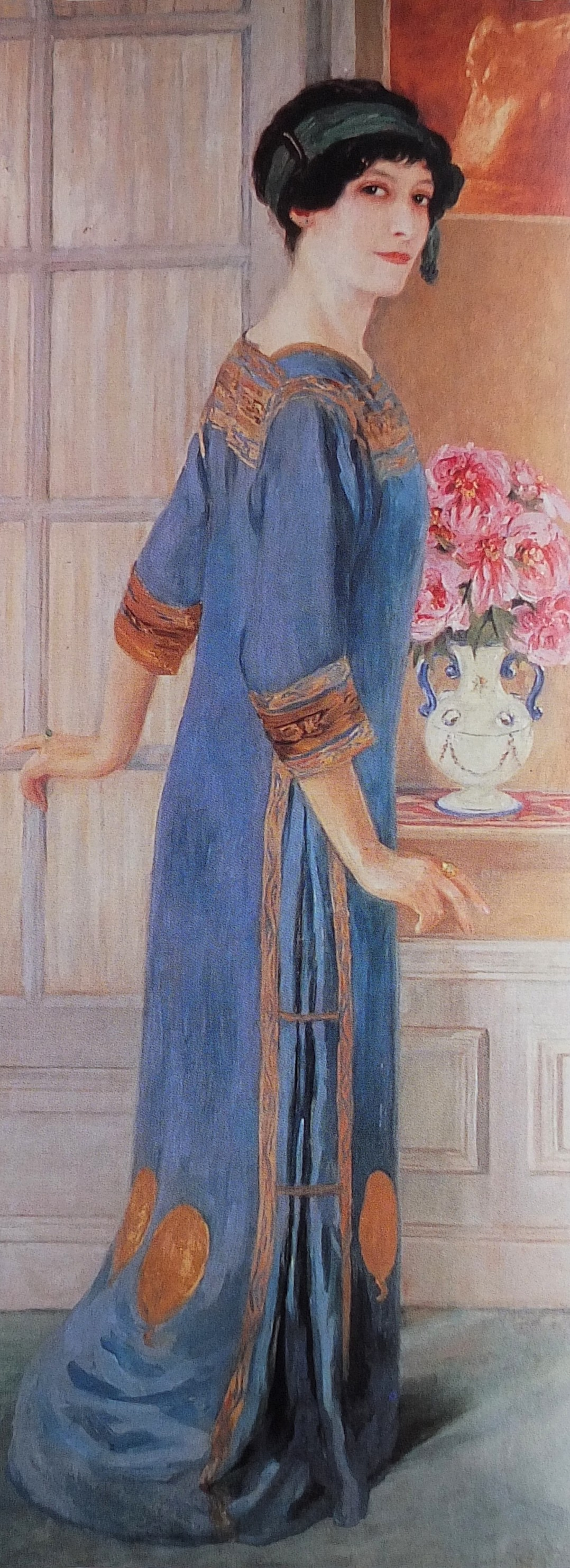
Zelfportret (1911), Musée d'Orsay (Parijs).

### Posters

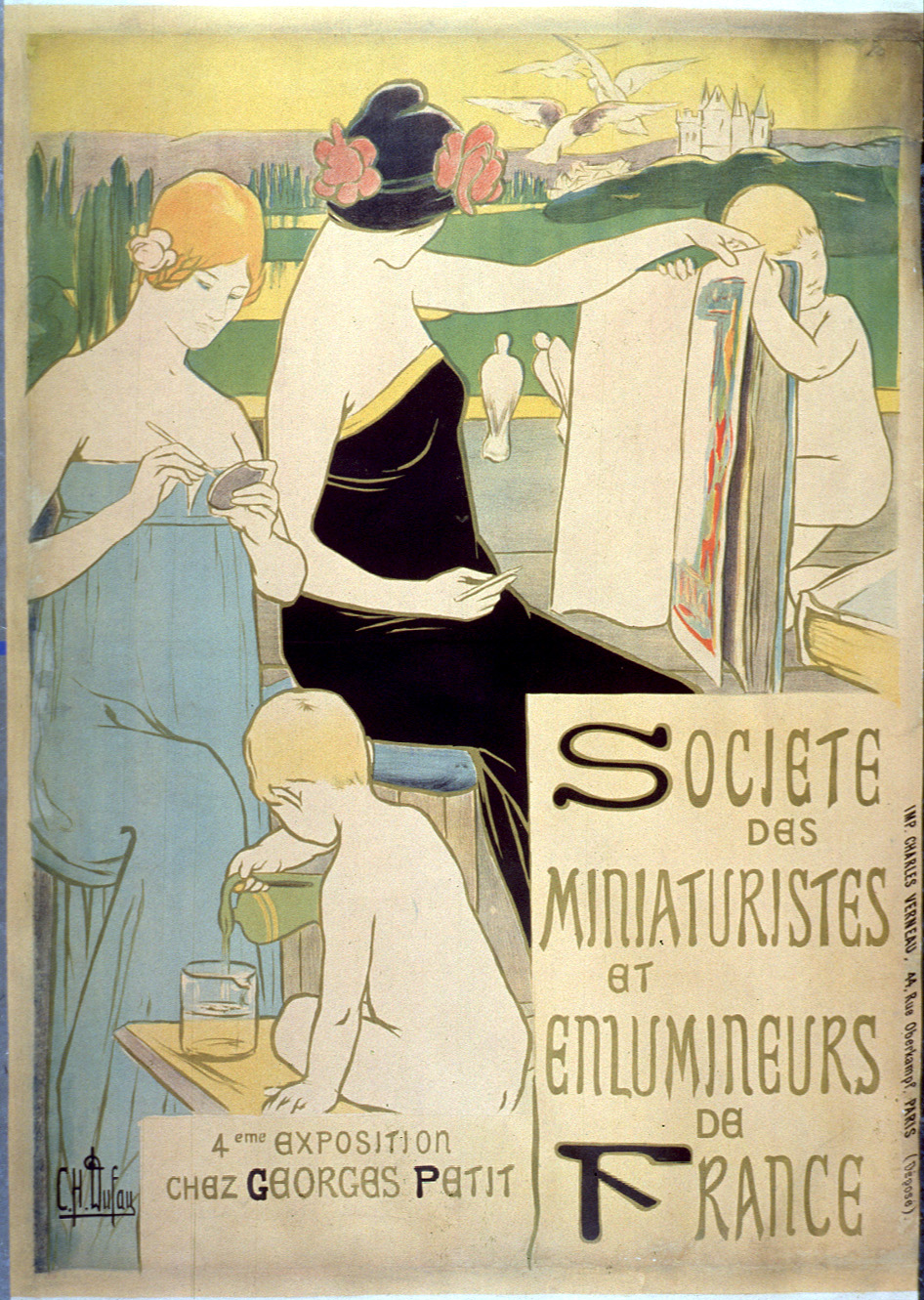
Société des miniaturistes et enlumineurs de France (1896).
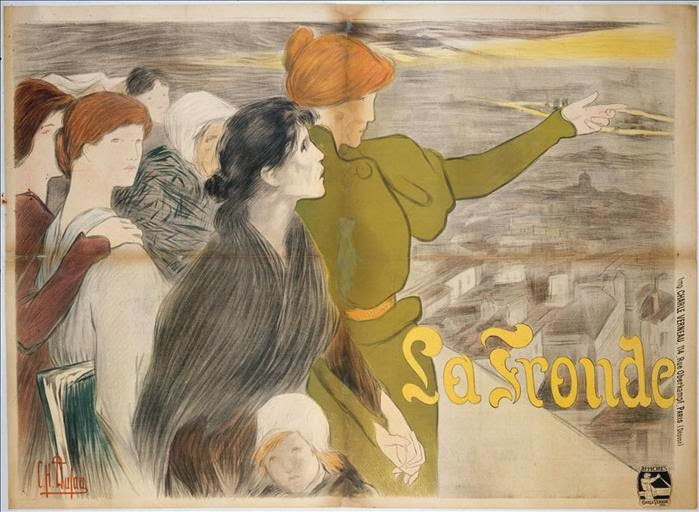
La Fronde (1897).
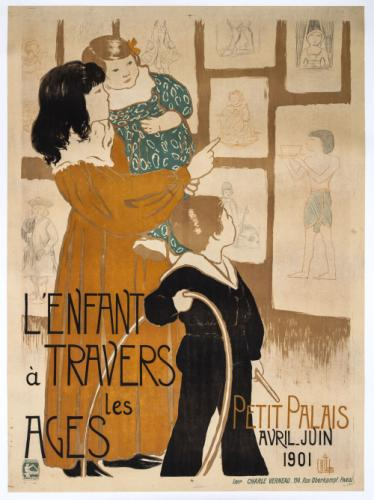
L'Enfant à travers les âges (1901).
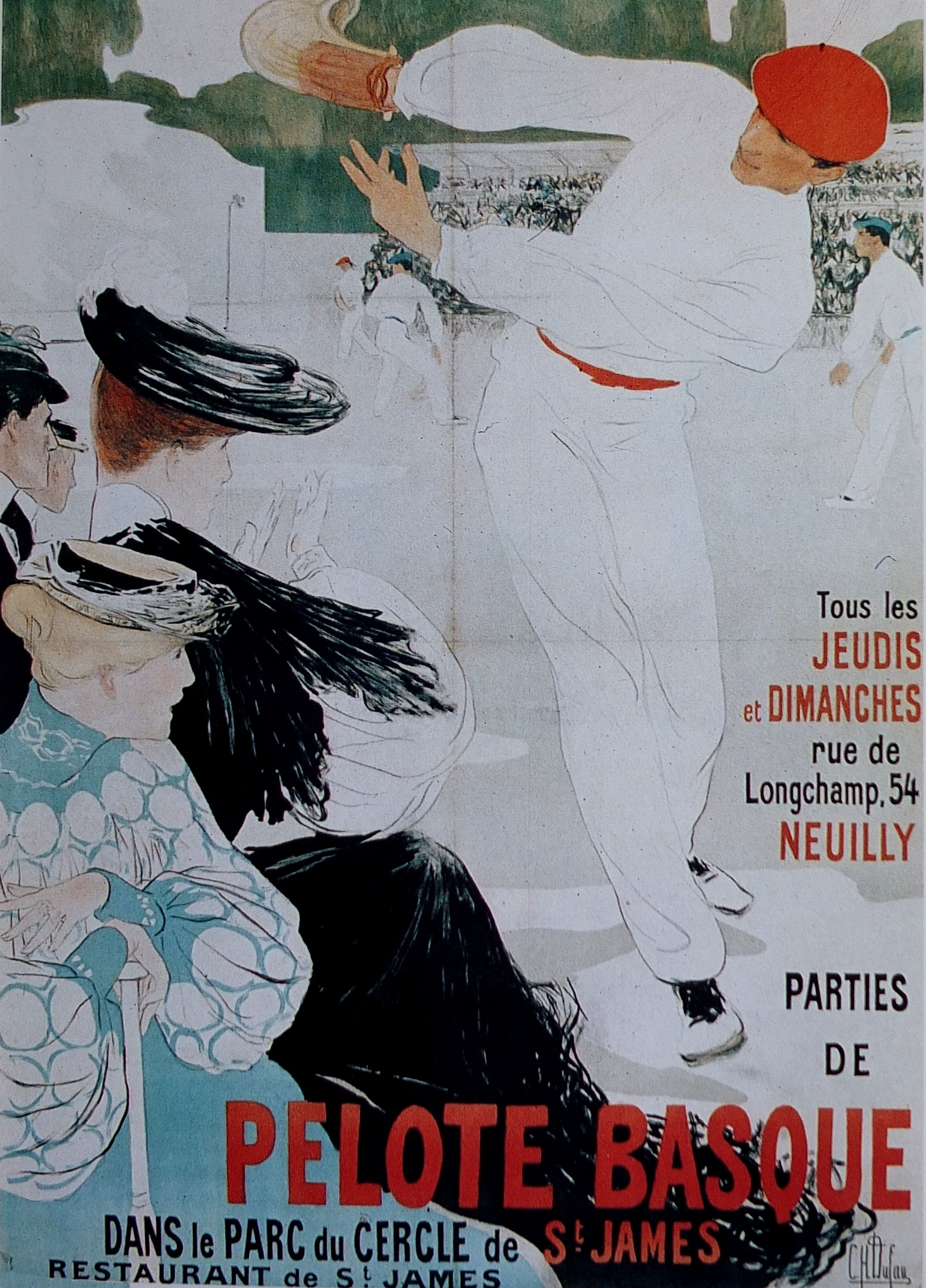
Affiche voor de club de Pelote basque de Neuilly (1911).
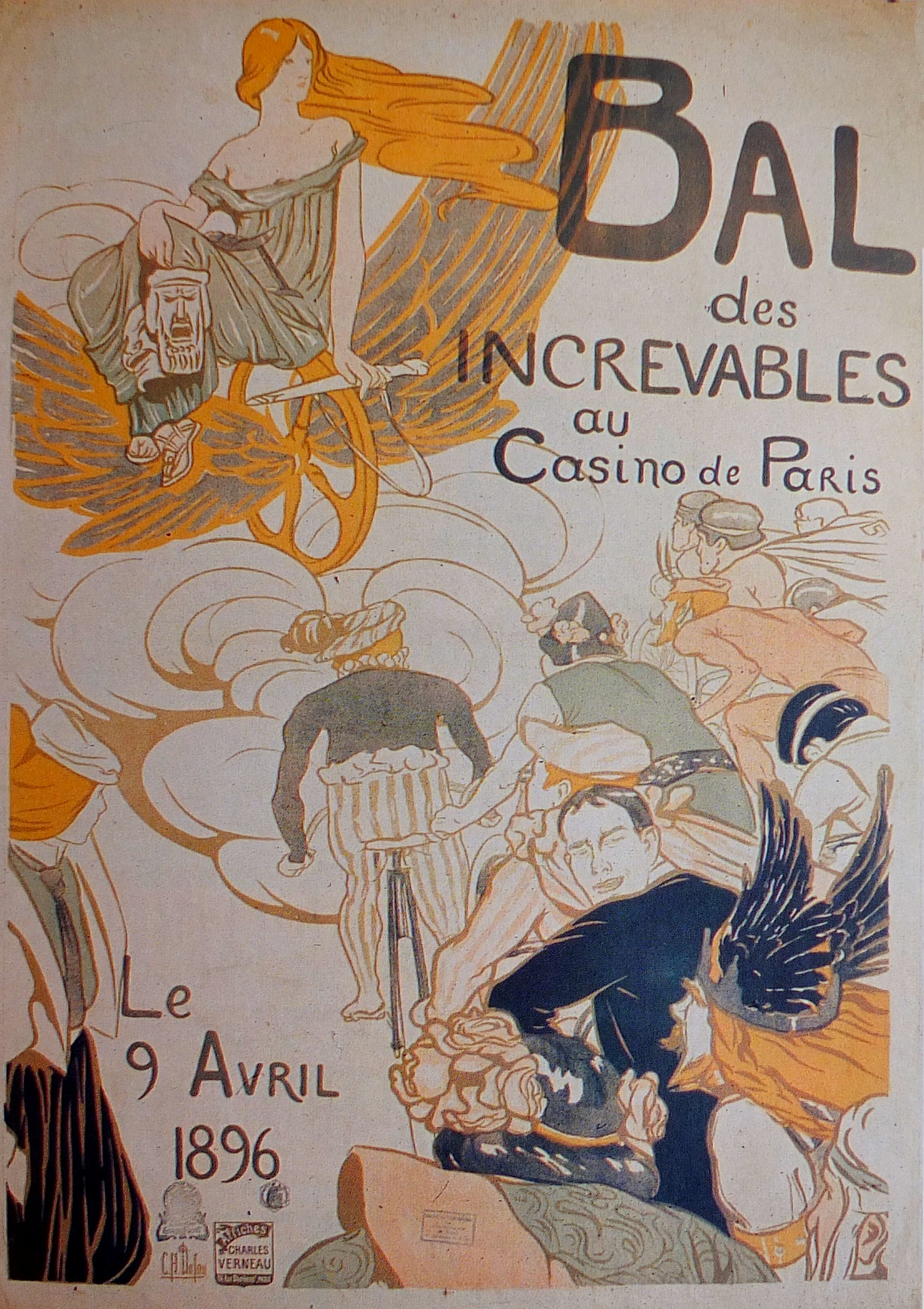
Bal des Increvables, Casino de Paris (1896).

- Bibliothèque nationale de France: cb11992803f (data)
- Gemeinsame Normdatei: 137823045
- International Standard Name Identifier: 0000 0000 6641 1612
- Library of Congress Control Number: n97122152
- Nederlandse Thesaurus van Auteursnamen: 15956588X
- Réseau des bibliothèques de Suisse occidentale: 02-A028781078
- RKD-Nederlands Instituut voor Kunstgeschiedenis: 24593
- Système universitaire de documentation: 02766287X
- Union List of Artist Names: 500004666
- Virtual International Authority File: 22151483
- WorldCat: E39PBJpYw8mbvyyCy7RHpX3RKd